# Meredith (hrabstwo Belknap)
Meredith – jednostka osadnicza w Stanach Zjednoczonych, w stanie New Hampshire, w hrabstwie Belknap.